# Celleporaria inaudita
Celleporaria inaudita är en mossdjursart som beskrevs av Tilbrook, Hayward och Gordon 200. Celleporaria inaudita ingår i släktet Celleporaria och familjen Lepraliellidae. Inga underarter finns listade i Catalogue of Life.